# SP-Arte
A SP–Arte é a principal feira de arte da América Latina e ocorre anualmente durante cinco dias no Pavilhão da Bienal, no Parque Ibirapuera, em São Paulo.
À exemplo de outras importantes feiras como Art Basel, Frieze e ARCO, a SP–Arte atua para ser um ponto de encontro da comunidade artística, incentivando negócios e o fortalecimento profissional da produção e da circulação das artes visuais, além de fomentar o intercâmbio artístico entre regiões brasileiras e o mercado internacional, inserindo o país no circuito global das feiras de arte. A SP–Arte oferece também programas complementares educativos, como conversas com artistas e audioguias, além de movimentar a cidade de São Paulo no mês do evento com atividades como aberturas de exposições e visitas a ateliês de artistas e instituições culturais.
A feira foi fundada em 2005 pela advogada e colecionadora de arte Fernanda Feitosa. O evento surgiu, nas palavras de Feitosa, “da constatação de que o Brasil, à semelhança de outros países do mundo que tinham feiras de arte consolidadas, reunia um conjunto de características que são bastante indicativas de um bom mercado: é um país grande e central na região sul-americana, com um mercado de arte local bastante profissionalizado, produção artística de alta qualidade e com potencial de crescimento do mercado consumidor de arte elevado. Tudo isso sinaliza para a criação de um evento atrativo e de sucesso com forte impacto na comunidade, como as feiras de arte internacionais Art Basel, Frieze ou ARCO”.
Ao longo de vinte edições, mais de 50 mil obras foram expostas e passaram pela feira cerca de 2.800 expositores. Até 2024, mais de 380 mil pessoas haviam visitado a SP–Arte. Em geral, a feira recebe expositores de países como Estados Unidos, Portugal, Espanha, Itália, Inglaterra, França, Alemanha, República Tcheca, Argentina, México, Uruguai, Colômbia, Peru, Chile e Costa Rica.
Em 2023, a feira lançou o seu próprio aplicativo, o primeiro a ser lançado por uma feira na América Latina e foi também a única a desenvolver a sua própria plataforma online de Viewing Room entre os anos de 2020 e 2021, durante a pandemia de Covid-19.

## Histórico
A SP–Arte teve sua primeira edição em 2005 e atraiu público interessado em artes como galeristas, colecionadores, artistas e curadores. O evento começou no Pavilhão da Bienal, no Parque Ibirapuera, onde continua ocorrendo tradicionalmente no primeiro semestre, entre março e abril todos os anos.
Em 2016, SP–Arte ampliou seu olhar para o design, criando um setor próprio para o segmento, e tornou-se pioneira no Brasil ao unir arte e design no mesmo ambiente com expositores que apresentam, desde então, o melhor do mobiliário moderno e contemporâneo.
Em 2020, durante a pandemia de Covid-19, a feira adaptou-se para o ambiente virtual. Foram três edições da SP–Arte Viewing Room, duas em 2020 e uma em 2021 – esta última ocorreu simultaneamente à 17a edição da feira na ARCA. A primeira edição digital contou com a presença de 136 expositores entre galerias de arte e design nacionais e internacionais, revistas, editoras, coletivos e projetos artísticos independentes.
Além dos setores de Arte, Design, Editorial e Instituições, a SP–Arte já contou com seções curadas como Solo, Masters, Performance e Open Plan, que possuíam um eixo curatorial proposto por um curador convidado, entre eles Cauê Alves, Rodrigo Moura, Jacopo Crivelli Visconti, María Inés Rodríguez, Alexia Tala, Tiago Mesquita, Luiza Teixeira de Freitas e Marcos Gallon.
Adriano Pedrosa, diretor artístico do MASP e o primeiro curador latino-americano e baseado no Hemisfério Sul a curar uma Bienal de Veneza (2024), esteve à frente do Laboratório Curatorial de 2012 a 2014, iniciativa que estimulava jovens curadores a desenvolver projetos expositivos dentro da feira e que contou com a participação de nomes como Marta Mestre, Bernardo Mosqueira, Tomás Toledo e Fernando Oliva.
A SP–Arte possui, ainda, um histórico de residências artísticas feitas em parceria com outras instituições: Delfina Foundation, em Londres, Reino Unido; Instituto Inclusartiz, no Rio de Janeiro; Kaaysá Art Residency, em São Sebastião; Residency Unlimited, em Nova Iorque, Estados Unidos; FLORA ars+natura em Tolima, Colômbia; e outras.
Destaque também para o Circuito SP–Arte, roteiro que contempla ateliês abertos, conversas com artistas e aberturas de exposições no mês das feiras. Galerias de arte e design, espaços autônomos e ateliês que participam do evento e convidados criam uma programação especial e abrem as portas para o público.

### SP–Arte Brasília
Em 2014, a SP–Arte realizou uma edição da feira em Brasília, reunindo 35 galerias nacionais no shopping Iguatemi Brasília. A cidade foi escolhida para a primeira edição da SP–Arte fora de São Paulo principalmente por sua relevância histórica e cultural, além de ser a cidade com o maior PIB per capita do país. Galerias de cinco estados brasileiros, além do DF, marcaram presença no evento: Bahia, Minas Gerais, Paraná, Rio de Janeiro e São Paulo.

### SP–Foto
Além da tradicional SP–Arte, entre 2007 e 2019 ocorreu a SP–Foto, criada em reconhecimento desta linguagem como suporte e base da produção artística contemporânea. Em celebração à produção brasileira e estrangeira, o evento ocorria em agosto, mês da fotografia. A feira ocupava inicialmente o shopping Iguatemi e depois migrou para o shopping JK Iguatemi, ambos em São Paulo, recebendo em sua última edição 44 expositores, entre galerias nacionais e internacionais. Nas edições, também foram promovidos encontros entre curadores, artistas e galerias e visitas guiadas por especialistas. Em 2022, o evento se expandiu e se transformou na SP–Arte Rotas Brasileiras.

### SP–Arte Rotas Brasileiras
Em 2022, a SP–Foto cresceu e passou a abranger múltiplas linguagens artísticas dando espaço a SP–Arte Rotas Brasileiras, cujo foco são projetos selecionados, sejam eles individuais ou coletivos. A feira busca estreitar laços entre agentes do país, valorizando a diversidade e a produção artística do território nacional. A SP–Arte Rotas Brasileiras ocorre anualmente na ARCA, um galpão industrial dos anos 1940 localizado na Vila Leopoldina, acompanhada por uma programação de talks, lançamentos editoriais e outros eventos que conversam com sua linha temática.

### Casa SP–Arte
Para celebrar seu aniversário de 20 anos, a SP–Arte promoveu diversas exposições na Casa SP–Arte, inaugurada para a ocasião. Entre 2023 e 2024, o espaço ocupou uma das residências projetadas pelo artista e arquiteto Flávio de Carvalho (1899-1973) para a Vila Modernista, em São Paulo. Em dois anos, foram realizadas mostras de Hélio Oiticica, Maxwell Alexandre, Iberê Camargo e Oswald Goeldi e uma exposição coletiva organizada por Isay Weinfeld em colaboração com Lucas Jimeno. A mostra que encerrou a programação foi a do colombiano Oscar Murillo em diálogo com artistas essenciais da arte brasileira, entre eles Lygia Clark, Hélio Oiticica e Cildo Meireles.